# Hwang In-yeop
Hwang In-yeop (hangul: 황인엽, hanja: 黃寅燁, nascido em 19 de janeiro de 1991) é um ator, modelo e cantor sul-coreano. Começou sua carreira como modelo antes da sua estreia na websérie "Why" e ganhou reconhecimento por sua atuação em "The Tale of Nokdu" e "18 Again". Estrelou o drama "True Beauty", como Han Seo-jun, e "Why Her", onde interpretou um jovem acusado injustamente pelo assassinato da irmã. Em 2024, Hwang foi escalado para o remake do drama chinês "Go Ahead", chamado "Family by Choice", uma produção original do Viki Rakuten.

## Biografia
Hwang In-yeop nasceu em Uijeongbu, em 19 de janeiro de 1991. Ele é o filho mais velho e sua família é bastante musical; tem um irmão chamado Inof, que costuma fazer covers no seu canal do Youtube e também é um produtor musical e compositor.
Hwang viveu em Cidade Davao, Filipinas, onde estudou na Philippine Nikkei Jin Kai International School, e usava o nome inglês de Ryan Leon. Ele também almejou ser designer de moda, formando-se em Bacharelado em Artes com Especialização em Design de Moda pela Philippine Women's College of Davao em 2012. Mesmo assim, admitiu que não gostava de estudar e que tentou fazer um acordo com sua mãe no ensino fundamental, para trocar os estudos pela carreira de modelo.
Antes de iniciar sua carreira como modelo, ele cumpriu o serviço militar obrigatório de dois anos na Coreia do Sul. Durante esse período, conviveu com pessoas de diferentes idades e com sonhos variados, uma experiência que teve um impacto decisivo em sua decisão de seguir na carreira.

## Carreira
Ele fez sua estréia como ator em 2018 com papéis principais no webdrama Why e Freshman em 2019. Ele também foi elogiado por sua atuação em The Tale of Nokdu como Park Dan-ho. Ele ganhou ainda mais reconhecimento durante sua performance como Goo Ja-sung, um capitão do basquete que intimida o filho de Lee Do-hyun em 18 Again.
Participou do drama da tvN True Beauty como Han Seo-jun, um "bad boy" do colégio que, na verdade, tem um coração mole. O k-drama foi ao ar em 9 de dezembro de 2020, finalizando em 2021.
Estreou o k-drama da SBS chamado "Why her", interpretando a personagem Gong Chan, um jovem que é acusado injustamente pelo assassinato da irmã. Quando as acusações são retiradas por acharem o possível assassino, ele assume outro nome e começa a estudar Direito, apaixonando-se pela advogada que ajudou-o quando era um jovem detento.
Em 19 de abril de 2023 foi anunciado que Hwang iria interpretar uma personagem no drama "Prefabricated Family" ao lado de Jung Chae Yeon. O drama é um remake de um drama chinês chamado "Go Ahead", que conta a história de três jovens que não são parentes consanguíneos, mas se tratam como família. Eles tem cicatrizes causadas por suas famílias e acham consolo uns nos outros.
Em 2022, a agência de Hwang anunciou que ele realizará a "HWANG IN YOUP 1st Fan Meeting Tour (In Love)" começando na Coreia do Sul, passando por diversos paises. Esta programado sua passagem pelo Brasil no estado de São Paulo em Março de 2025.

## Filmografia

### Filme
| Ano  | Título        | Personagem | Notas                                 | Ref.   |
| ---- | ------------- | ---------- | ------------------------------------- | ------ |
| 2020 | Swimming Bird | In-guk     | Personagem principal (Curta metragem) | [ 17 ] |

### Séries de TV
| Ano       | Título            | Personagem              | Notas                | Ref.   |
| --------- | ----------------- | ----------------------- | -------------------- | ------ |
| 2019      | The Tale of Nokdu | Park Dan-ho             |                      |        |
| 2020      | 18 Again          | Goo Ja-sung             |                      | [ 18 ] |
| 2020/2021 | True Beauty       | HAN SEO -JUN            | Personagem principal |        |
| 2022      | Why Her           | Gong Chan / Kim Dong-gu | Personagem principal | [ 19 ] |
| 2024      | Family by Choice  | Kim San-ha              | Personagem principal |        |
| 2025      | Dear X            | Heo In-gang             |                      |        |

### Web series
| Ano  | Título             | Personagem   | Notas                | Ref.          |
| ---- | ------------------ | ------------ | -------------------- | ------------- |
| 2018 | Why                | Gi Jae-young | Personagem principal | [ 20 ]        |
| 2019 | Freshman           | Seo Kyo-won  |                      | [ 21 ]        |
| 2022 | The Sound of Magic | Na Il-Deung  | Personagem principal | [ 22 ] [ 23 ] |

### Web shows
| Year | Title                 | Role             | Ref.   |
| ---- | --------------------- | ---------------- | ------ |
| 2022 | Young Actors' Retreat | Membro do elenco | [ 24 ] |